# Dihectogone
Un dihectogone[réf. nécessaire] est un polygone à 200 sommets, donc 200 côtés et 14 007 diagonales.
La somme des angles internes d'un 200-gone non croisé vaut 35 640 degrés.

## 200-gones réguliers
Un 200-gone régulier est un 200-gone dont les côtés ont même longueur et dont les angles internes ont même mesure. Il y en a 40 : 39 étoilés (notés {200/k} pour k impair de 3 à 99 sauf les multiples de 5) et un convexe (noté {200}). C'est de ce dernier qu'il s'agit lorsqu'on dit « le 200-gone régulier ».

## Caractéristiques du 200-gone régulier
Chacun des 200 angles au centre mesure {\displaystyle {\frac {360^{\circ }}{200}}=1{,}8^{\circ }} et chaque angle interne mesure {\displaystyle {\frac {35\,640^{\circ }}{200}}=178{,}2^{\circ }}.
Si a est la longueur d'une arête :
- le périmètre vaut {\displaystyle P=200\,a} ;
- l'aire vaut {\displaystyle A=50\,a^{2}\cot \left({\frac {\pi }{200}}\right)} ;
- l'apothème vaut {\displaystyle H={\frac {2\,A}{P}}={\frac {a}{2}}\cot \left({\frac {\pi }{200}}\right)} ;
- le rayon vaut {\displaystyle R={\frac {H}{\cos \left({\frac {\pi }{200}}\right)}}={\frac {a}{2\sin \left({\frac {\pi }{200}}\right)}}}.